# Дмитревский, Пётр Иванович
Пётр Иванович Дмитревский (Дмитриевский?) (1869—1926) — генерал-майор Генерального штаба русской императорской армии, участник русско-японской и первой мировой войн, Белого движения; с 1920 года — в эмиграции в Сербии.

## Биография
Родился 26 июня 1869 года. Получил образование в Астраханской классической гимназии. В 1891 году окончил военно-учебные курсы Московского пехотного юнкерского училища, в 1897 году — Николаевскую академию Генерального штаба (по 1-му разряду).
Состоял при Варшавском военном округе: старший адъютант штаба 7-й пехотной дивизии (06.05.1898—14.04.1902); капитан (1899). Цензовое командование ротой отбывал в 26-м пехотном Могилёвском полку (03.10.1899—16.10.1900).
В 1902 году был произведён в подполковники. Штаб-офицер для поручений при штабе Квантунской области (в Порт-Артуре) (14.04.1902—01.01.1904), затем — штаб-офицер при управлении 4-й Восточно-Сибирской стрелковой бригады (01.01.—24.02.1904), после преобразования которой в дивизию на протяжении русско—японской войны исполнял должность начальника штаба дивизии (24.02.1904—22.09.1905). За оборону Порт-Артура был награждён Золотым оружием (ВП 31.08.1904).
Начальник штаба 10-й пехотной дивизии (22.09.1905-12.06.1912). Цензовое командование батальоном отбывал в 38-м пехотном Тобольском полку (02.05.—02.09.1906). В 1906 году был произведён в полковники.
Был прикомандирован к артиллерии (01.05.—01.07.1910) и к кавалерии (05.07.—06.08.1911). С 12 июня 1912 года — командир 25-го пехотного Смоленского полка, с которым вышел на фронт Первой мировой войны. В мае 1915 года назначен командиром бригады в 29-й пехотной дивизии; с 28 мая 1915 — генерал-майор.
Начальник штаба 55-й пехотной дивизии (с 17.12.1915). Начальник штаба 5-го армейского корпуса (31.08.1916—17.01.1917). Начальник штаба 44-го армейского корпуса (17.01.—22.08.1917). Командующий сводной пограничной пехотной дивизией (с 22.08.1917).
С конца августа и по ноябрь 1917 года — и. д. командира 46-го армейского корпуса. 02.12.1917 Подал рапорт об увольнении от службы 2 декабря 1917 года и, получив отпуск, выехал в Воронеж, где проживала его семья.
Скрывался, уклоняясь от мобилизации в Красную армию, пока в июле 1919 года смог вместе со старшим сыном прорваться через фронт на участке 36-го Донского конного полка 8-й Донской дивизии в районе Нового Оскола. Приказом за № 1830 от 12.08.1919 был зачислен в резерв штаба Главнокомандующего ВСЮР с 18.07.1919. Занимал административные должности в Общем отделе Военного управления.
Зимой 1920 года заболел тифом и в тяжёлом состоянии был вывезен во время новороссийской эвакуации в Севастополь. Уволен от службы по состоянию здоровья приказом по Севастопольской крепости от 21.05.1920 (прошёл комиссию по увольнению от службы под председательством генерал-майора Нежинского). В эмиграции проживал в Сербии, сначала во Врначка Баньа, а затем в Бела Црква, где работал на табачной фабрике.
Скончался 2 августа 1926 года в Бела Црква и был похоронен на местном кладбище.

## Награды
- Св. Станислава 3-й ст. (1903);
- Св. Анны 3-й ст. с мечами и бантом (1904);
- Св. Станислава 2-й ст. с мечами (1904);
- Золотое оружие (1905);
- Св. Анны 4-й ст. (1905);
- Св. Владимира 4-й ст. с мечами и бантом (1905);
- Св. Анны 2-й ст. с мечами (1905);
- Св. Владимира 3-й ст. с мечами (ВП 09.12.1914);
- Св. Станислава 1-й ст. с мечами (ВП 16.01.1916);
- Св. Анны 1-й ст. с мечами (ВП 29.07.1916).